# جوردن بوروز
جوردن بوروز (بالإنجليزية: Jordan Burroughs) هو مصارع رياضي أمريكي، ولد في 8 يوليو 1988 في كامدن في الولايات المتحدة.

## وصلات خارجية
- جوردن بوروز على موقع قاعدة بيانات المصارعة الدولية (الإنجليزية)
- جوردن بوروز على موقع أوليمبيديا (الإنجليزية)